# Crkva Uznesenja Blažene Djevice Marije (Hum na Sutli)
Crkva Uznesenja Blažene Djevice Marije  je rimokatolička crkva u općini Hum na Sutli, zaštićeno kulturno dobro.

## Opis dobra
Barokizirana jednobrodna crkva križnog tlocrta nalazi se na brijegu, na lokalitetu Taborsko, izvan Huma na Sutli. Do nje vodi natkriveno barokno stubište sa stupovljem. Poligonalno svetište uz koje je sakristija, poduprto je kontraforima, a u unutrašnjosti presvođeno gotičkim zvjezdastim svodom. Uz lađu su dvije pobočne poligonalne kapele: lijevu je 1687. dao podići Sigismund Ratkay, a desna je građena 1739. g. Uz glavno pročelje je zvonik. Svetište je oslikano baroknim freskama (između 1742. i 1748. g.) koje se pripisuju A. J. Lerchingeru. Crkva obiluje vrijednim inventarom iz različitih povijesnih razdoblja. Ubraja se među najznačajnije sakralne spomenike Hrvatskog zagorja.

## Zaštita
Pod oznakom Z-2707 zavedena je kao nepokretno kulturno dobro – pojedinačno, pravnog statusa zaštićena kulturnog dobra, klasificirano kao "sakralna graditeljska baština".